# Alias a Gentleman
Pour plus de détails, voir Fiche technique et Distribution.
Alias a Gentleman est un film américain réalisé par Harry Beaumont, sorti en 1948.

## Fiche technique
- Titre : Alias a Gentleman
- Réalisation : Harry Beaumont
- Scénario : William R. Lipman et Peter Ruric
- Direction artistique : Cedric Gibbons et Stan Rogers
- Photographie : Ray June
- Montage : Ben Lewis
- Musique : David Snell
- Société de production : Metro-Goldwyn-Mayer
- Pays d'origine : États-Unis
- Format : Noir et blanc - 1,37:1
- Genre : comédie romantique
- Date de sortie : 1948

## Distribution
- Wallace Beery : Jim Breedin
- Tom Drake : Johnny Lorgen
- Dorothy Patrick : Elaine Carter
- Gladys George : Madge Parkson
- Leon Ames : Matt Enley
- Warner Anderson : Capt. Charlie Lopen
- John Qualen : No End
- Sheldon Leonard : Harry Bealer
- Trevor Bardette : Jig Johnson
- Jeff Corey : Zu
- William Forrest : Carruthers